# Jacques-Louis de Rouvroy
Jacques-Louis de Rouvroy de Saint-Simon est un aristocrate français né le 29 juillet 1698 à Paris et décédé le 16 juillet 1746 à Paris.

## Biographie
Il est le fils aîné du célèbre mémorialiste Louis de Rouvroy, duc de Saint-Simon et de Marie-Gabrielle de Durfort de Lorge. Vidame de Chartres, il est brigadier de cavalerie en 1734. Il épouse le 26 mars 1727 Catherine Charlotte de Gramont, veuve de Philippe Alexandre de Bournonville, fille du duc de Gramont. Il porte le titre de duc de Ruffec et meurt avant son père.
Il n'a qu'une fille, Marie-Christine-Chrétienne de Rouvroy de Saint-Simon (1728-1774), qui épouse Charles-Maurice de Monaco. 

## Sources
- Christophe Levantal, Ducs et pairs et duchés-pairies laïques à l'époque moderne : (1519-1790), Paris 1996, p 894